# La Nuit de l'iguane (film)
Pour plus de détails, voir Fiche technique et Distribution.
La Nuit de l'Iguane (The Night of the Iguana) est un film dramatique américain coécrit, coproduit et réalisé par John Huston, sorti en 1964. Il s’agit de l’adaptation de la pièce du même nom de Tennessee Williams.
En 1964, le film gagne l'oscar des meilleurs costumes, et est nommé dans la catégorie meilleure direction artistique et meilleure photographie. L'actrice Grayson Hall reçoit la nomination de la meilleure actrice dans un second rôle, et Cyril Delevanti reçoit le Golden Globes du meilleur acteur dans un second rôle.

## Synopsis
La préface de l'histoire montre l'histoire du prêtre épiscopalien Révérend Dr. T. Lawrence Shannon (Richard Burton) faisant une dépression nerveuse, après avoir été suspendu pour avoir eu une relation avec "une très jeune professeur d'école".
Deux ans plus tard, Shannon est devenu un guide et doit prendre en charge un groupe d'enseignantes de l'école baptiste, en bus, à Puerto Vallarta au Mexique. Le leader du groupe est Miss Judith Fellowes (Grayson Hall), dont la nièce âgée de dix-sept ans, Charlotte Goodall (Sue Lyon), tente de séduire Shannon.
Affolé à l'idée que Miss Fellowes appelle son supérieur, Shannon échoue le groupe au Costa Verde Hotel, à Mismoloya, hôtel tenu par la veuve de son vieil ami Fred, la flamboyante Maxine Faulk (Ava Gardner). Bientôt, c'est Hannah Jelkes (Deborah Kerr), une très belle et chaste artiste de Nantucket, et son grand-père (Cyril Delavanti) qui arrivent, pour séjourner à l'hôtel…

## Fiche technique
- Titre original : The Night of the Iguana
- Titre français : La Nuit de l'iguane
- Réalisation : John Huston
- Scénario : John Huston et Anthony Veiller, d'après l'œuvre de Tennessee Williams
- Direction artistique : Stephen B. Grimes
- Costumes : Dorothy Jeakins
- Photographie : Gabriel Figueroa
- Son : Basil Fenton-Smith
- Montage : Ralph Kemplen
- Musique : Benjamin Frankel
- Production : John Huston et Ray Stark

Production déléguée : Alexander Whitelaw et Emilio Fernández
- Sociétés de production : Seven Arts Pictures ; Metro Goldwyn Mayer (MGM) (coproduction)
- Société de distribution : Metro-Goldwyn-Mayer
- Pays d'origine :  États-Unis
- Langue originale : anglais
- Format : noir et blanc – 35 mm – 1.85:1 – son monophonique (Westrex Recording System)
- Genre : drame
- Durée : 125 minutes
- Date de sortie :
  - Espagne : 10 juin 1964 (Festival international du film de Saint-Sébastien)
  - États-Unis : 6 août 1964
  - France : 20 novembre 1964
- Affiche : Raymond Elseviers (Belgique)

## Distribution
- Richard Burton (VF : Michel Gatineau) : le révérend Dr T. Lawrence Shannon
- Ava Gardner (VF : Nadine Alari) : Maxine Faulk
- Deborah Kerr (VF : Jacqueline Porel) : Hannah Jelkes
- Sue Lyon (VF : Nicole Favart) : Charlotte Goodall
- Grayson Hall (VF : Françoise Fechter) : Judith Fellowes
- Cyril Delevanti (VF : Paul Villé) : Nonno Jelkes
- James Ward (VF : Pierre Trabaud) : Hank Prosner
- Mary Boylan (VF : Hélène Tossy) : Miss Peebles
- Skip Ward : Hank Prosner
- Gladys Hill : Mlle Dexter
- C. G. Kim (VF : Georges Aminel) : Chang (non crédité)

## Production

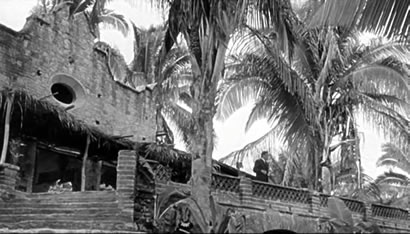
Le décor de l'hôtel construit à Mismaloya où a été tourné le film. Il a été ensuite abandonné, restant accessible au public.

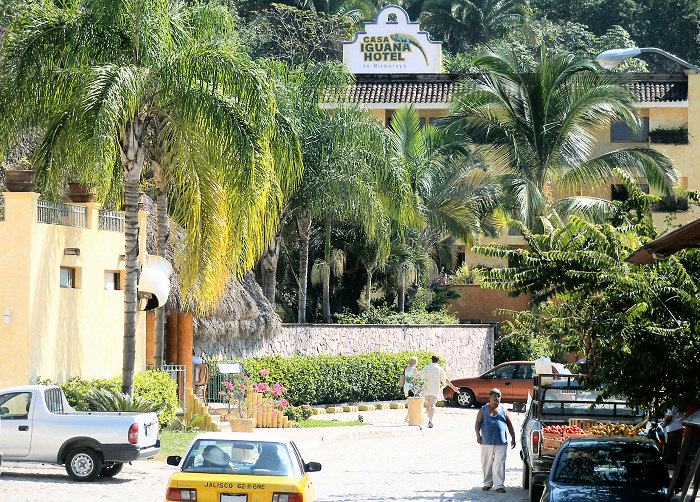
Le Casa Iguana Hotel a été construit beaucoup plus tard à Mismaloya avec l'objectif d'attirer la clientèle grâce à la renommée du film.

### Tournage
Période de prises de vue : 23 septembre au 30 novembre 1963.
Le tournage extérieur a été effectué à Puerto Vallarta ainsi qu'à Mismaloya (en) dans la baie de Banderas (es) dans l'État du Jalisco au Mexique et à Tepotzotlán (État de Mexico).
Le décor et les quartiers de l'équipe de tournage se situaient sur la colline du côté sud de la baie de Mismaloya. Après le tournage, le décor a été abandonné et est tombé en ruines. […] Le film a rendu Puerto Vallarta célèbre, mais les lieux de tournage ont été oubliés jusqu'à ce que, bien plus tard, le « Casa Iguana Hotel » soit construit à proximité pour capitaliser sur la renommée du film.

## Distinctions

### Récompenses
- Festival de San Sebastián 1964 : Meilleure actrice pour Ava Gardner
- Oscar de la meilleure création de costumes 1964 pour Dorothy Jeakins
- Golden Globe du meilleur acteur dans un second rôle pour Cyril Delevanti

### Nominations
- Oscar de la meilleure actrice dans un second rôle 1964 pour Grayson Hall
- Golden Globes 1965 : Meilleur film dramatique

## Autour du film
L'intrigue de Martini Shoot, le premier roman policier publié en 2006 par l'auteur mexicain Francisco Haghenbeck, a pour cadre le tournage du film.
Le livre Ava Gardner, des films au mythe relate dans le chapitre Des hommes et des iguanes le tournage du film, son atmosphère, ses anecdotes, en insistant particulièrement sur la participation de l'actrice, ses relations avec le réalisateur et les autres acteurs. Parmi ces fortes personnalités, dans le décor luxuriant de l'hôtel sur pilotis surplombant la jungle et la mer, le tournage semble avoir été une aventure humaine et exotique notable, qui a permis la création d'un grand classique du cinéma, à la fois surprenant, sulfureux et émouvant.

### Revue de presse
- Jean-Elie Fovez, « La Nuit de l'iguane  », Téléciné, no 120, Fédération des Loisirs et Culture Cinématographique (FLECC), Paris, mars 1965,  (ISSN 0049-3287).